# ウィリアム・スロックモートン・ブロムリー
ウィリアム・スロックモートン・ブロムリー（英語: William Throckmorton Bromley、1726年? – 1769年3月3日）は、グレートブリテン王国の政治家。1765年から1769年まで庶民院議員を務めた。

## 生涯
庶民院議員ウィリアム・ブロムリーとルーシー・スロックモートン（Lucy Throckmorton、1773年没、クレメント・スロックモートンの娘）の息子として、おそらく1726年に生まれた。1737年3月12日に父が死去すると、その遺産を継承した。同年4月よりウェストミンスター・スクールで教育を受けた後、1744年6月26日にオックスフォード大学クライスト・チャーチに入学した。
1765年2月、第5代クレイヴェン男爵ウィリアム・クレイヴェンの支持を受けてウォリックシャー選挙区の補欠選挙で出馬、無投票で当選した。議会ではホイッグ党の首相第2代ロッキンガム侯爵チャールズ・ワトソン＝ウェントワースにより野党派として分類され、印紙法廃止法案にも反対票を投じた。演説した記録はなかったという。
議員在任中の1769年3月3日に死去した。遺産は息子ウィリアム・デイヴェンポートが継承、ウィリアム・デイヴェンポートが1810年に生涯未婚のまま死去するとその姉妹ルーシーが継承した。1822年にルーシーが子供のないまま死去すると、ルーシーはバギントンの領地を従兄弟にあたるウォルター・デイヴェンポート（Walter Davenport、ウィリアム・ブロムリー＝デイヴェンポートの父）に与えた。

## 家族
1756年5月ブリジット・デイヴェンポート（Bridget Davenport、リチャード・デイヴェンポートの娘）と結婚、1男1女をもうけた。
- ウィリアム・デイヴェンポート（William Davenport、1763年頃 – 1810年） - 1780年11月21日、オックスフォード大学クライスト・チャーチに入学[4]。生涯未婚[1]
- ルーシー（Lucy、1822年没） - クロムウェル・プリース（Cromwell Price）と結婚、子供なし[1]